# Cyathea glauca
Cyathea glauca är en ormbunkeart som beskrevs av Jean Baptiste Bory de Saint-Vincent. Cyathea glauca ingår i släktet Cyathea och familjen Cyatheaceae. Inga underarter finns listade.

## Bildgalleri

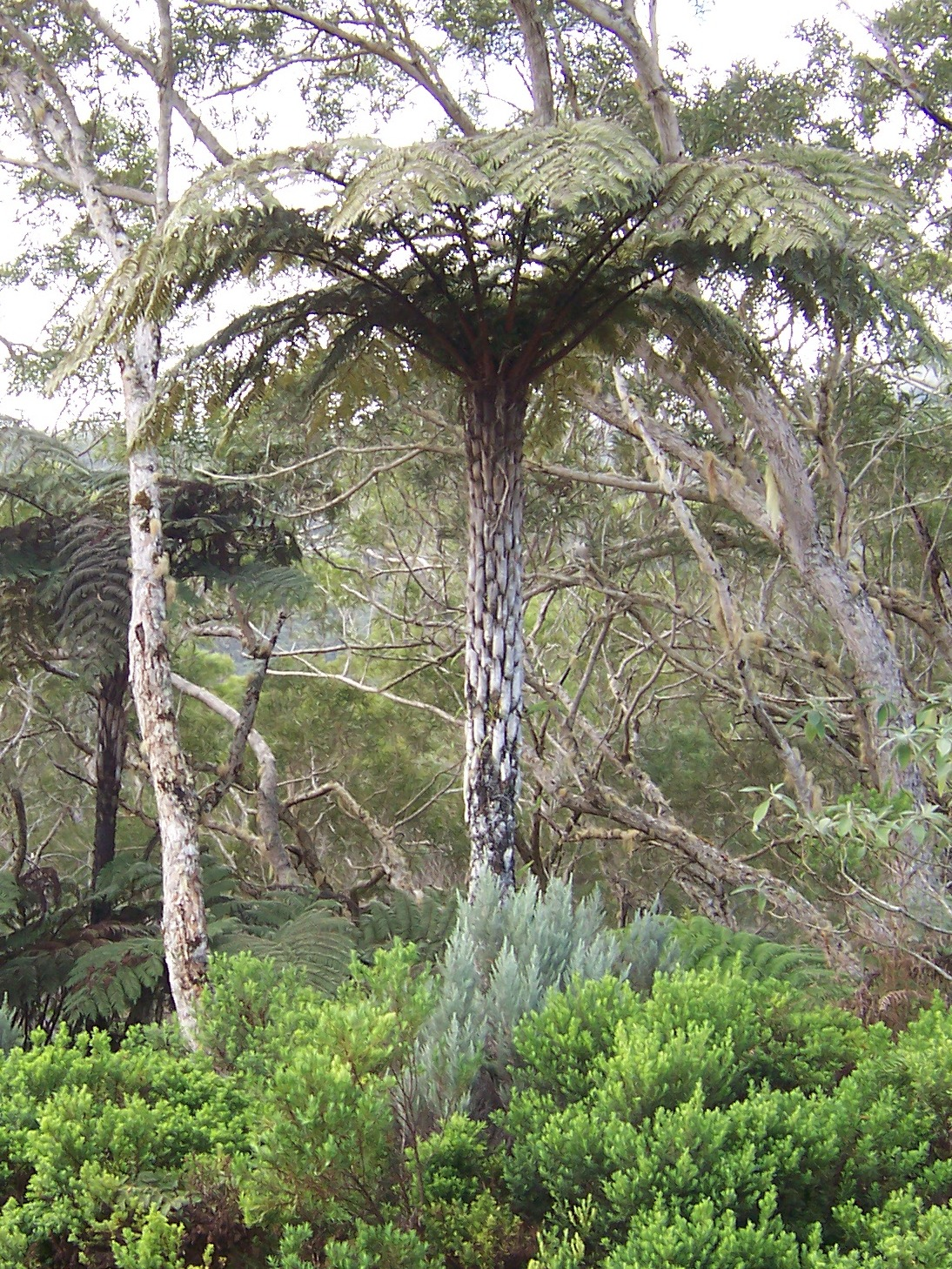
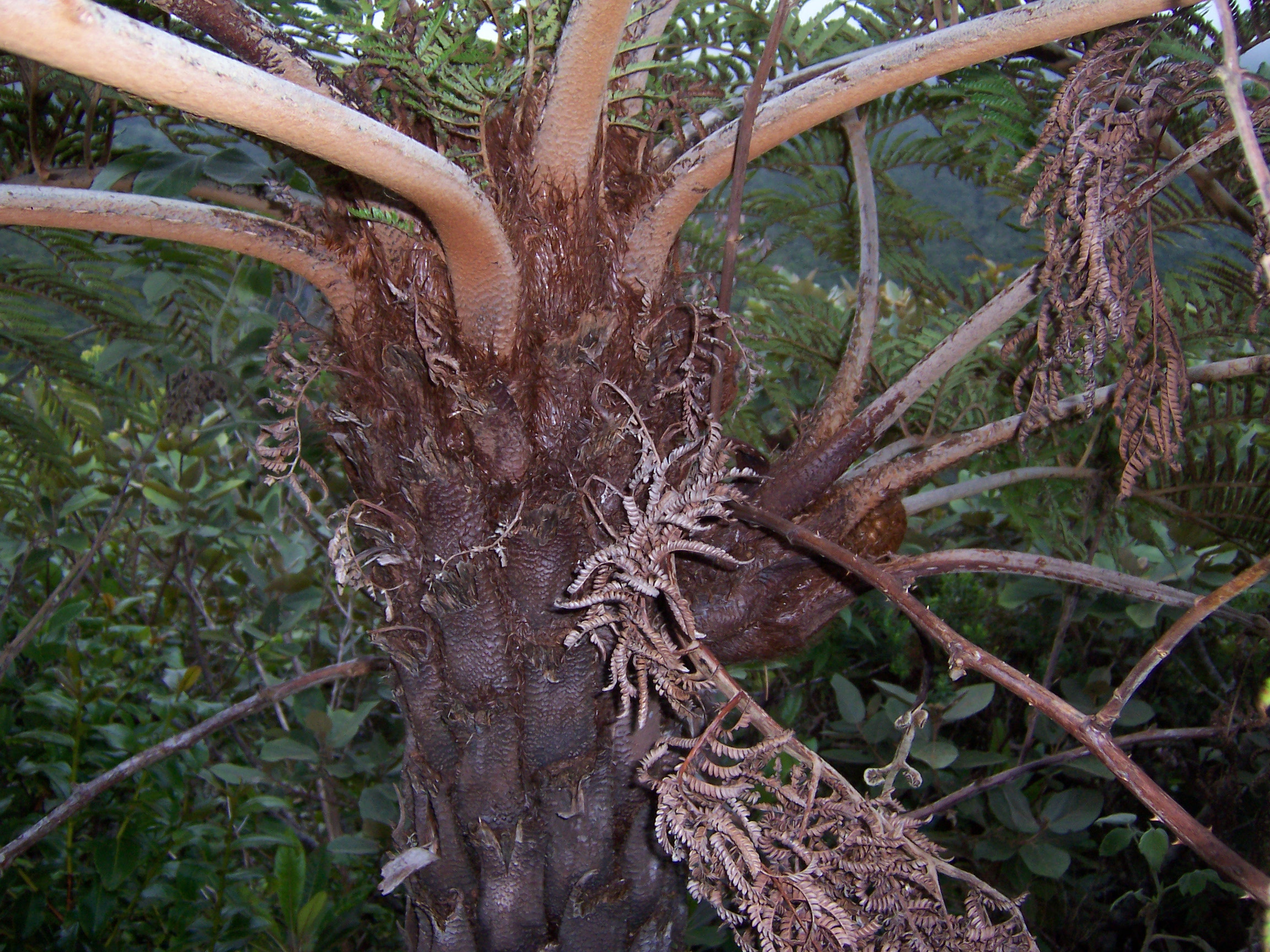